# Tyrrell 002
El Tyrrell 002 fue un monoplaza de Fórmula 1 diseñado por Derek Gardner para Tyrrell Racing. Fue conducido por François Cevert. El coche compitió por primera vez en el Gran Premio de Sudáfrica de 1971.

## Historia

### 1971
El monoplaza era una evolución del Tyrrell 001, su debut fue en el Gran Premio de Sudáfrica de 1971, con François Cevert al volante, se retiró tras un accidente en la vuelta 45, en el Gran Premio de España de 1971 Cevert logró un séptimo lugar. Cevert se retiró con dos accidentes más en Mónaco y Países Bajos. En el Gran Premio de Francia de 1971 Cevert quedó segundo detrás de su compañero Jackie Stewart, en Alemania el francés volvió a quedar segundo detrás de Stewart, en Austria Cevert se retiró tras un fallo en el motor, en el Gran Premio de Italia de 1971 Cevert terminó tercero en el final más igualado de la historia con Peter Gethin, Ronnie Peterson, Mike Hailwood y Howden Ganley. En Canadá la carrera se detuvo después de la vuelta 64 debido al clima y Cevert terminó sexto. Cevert logró su única victoria en el Gran Premio de los Estados Unidos de 1971, fue la primera y única victoria de Cevert, en el circuito donde moriría dos años después.

### 1972
Cevert tuvo un mal comienzo de temporada en 1972 tras un fallo en la caja de cambios en el Gran Premio de Argentina de 1972, el francés terminó fuera de los puntos quedando en noveno lugar en Sudáfrica. En el Gran Premio de España de 1972 Cevert se retiró tras un fallo en el encendido, en Mónaco no logró clasificarse. En el Gran Premio de Bélgica de 1972 Tyrrell solo inscribió a Cevert porque Jackie Stewart sufrió una úlcera de estómago, Cevert terminó segundo detrás del Lotus de Emerson Fittipaldi. En Francia Cevert usó el Tyrrell 006 en los entrenamientos y se estrelló, se vio obligado a usar el 002 y terminó en el cuarto lugar. El francés hizo un trompo en el Gran Premio de Gran Bretaña de 1972, el March del sueco Ronnie Peterson sufrió un fallo de motor y se estrelló contra el Tyrrell de Cevert y el Brabham de Graham Hill. Cevert usó el 002 tres carreras más en Alemania, Austria, e Italia. Terminando décimo, noveno, y sufrió un fallo de motor en Italia. Fue reemplazado por el 006 en el Gran Premio de Canadá de 1972.

## Resultados

### Fórmula 1
(Clave) (negrita indica pole position) (cursiva indica vuelta rápida)

| 1971    | Elf Team Tyrrell |                 | RSA | ESP | MON | NED | FRA | GBR | GER | AUT | ITA | CAN | USA |     | 73 | 1.º |
| 1971    | Elf Team Tyrrell | François Cevert | Ret | 7   | Ret | Ret | 2   | 10  | 2   | Ret | 3   | 6   | 1   |     | 73 | 1.º |
| 1972    | Elf Team Tyrrell |                 | ARG | RSA | ESP | MON | BEL | FRA | GBR | GER | AUT | ITA | CAN | USA | 51 | 2.º |
| 1972    | Elf Team Tyrrell | François Cevert | Ret | 9   | Ret | NC  | 2   | 4   | Ret | 10  | 9   | Ret |     |     | 51 | 2.º |
| Fuente: |                  |                 |     |     |     |     |     |     |     |     |     |     |     |     |    |     |